# Sommer-Paralympics 1992/Rollstuhlfechten
Bei den Sommer-Paralympics 1992 in Barcelona wurden in insgesamt 14 Wettbewerben im Rollstuhlfechten Medaillen vergeben.

## Ergebnisse

### Männer
Für die Männer gab es neun Wettbewerbe.

#### Degen (Klasse 2)
| Platz | Sportler         | Land |
| ----- | ---------------- | ---- |
| 1     | Jean Rosier      | FRA  |
| 2     | Soriano Ceccanti | ITA  |
| 3     | Uwe Bartmann     | GER  |

#### Degen (Klasse 3–4)
| Platz | Sportler          | Land |
| ----- | ----------------- | ---- |
| 1     | Arthur Bellance   | FRA  |
| 2     | Wilfried Lipinski | GER  |
| 3     | Christian Lachaud | FRA  |

#### Degen (Mannschaft)
| Platz | Land        | Sportler                                                     |
| ----- | ----------- | ------------------------------------------------------------ |
| 1     | Frankreich  | Arthur Bellance Robert Citerne Christian Lachaud Jean Rosier |
| 2     | Deutschland | Uwe Bartmann Dieter Leicht Wilfried Lipinski Udo Schwarz     |
| 3     | Italien     | Soriano Ceccanti Ernesto Lerre Carlo Loa                     |

#### Florett (Klasse 2)
| Platz | Sportler       | Land |
| ----- | -------------- | ---- |
| 1     | Pál Szekeres   | HUN  |
| 2     | Sze Kit Chan   | HKG  |
| 3     | Andre Hennaert | FRA  |

#### Florett (Klasse 3–4)
| Platz | Sportler        | Land |
| ----- | --------------- | ---- |
| 1     | Arthur Bellance | FRA  |
| 2     | Yvon Pacault    | FRA  |
| 3     | Robert Citerne  | FRA  |

#### Florett (Mannschaft)
| Platz | Land        | Sportler                                                    |
| ----- | ----------- | ----------------------------------------------------------- |
| 1     | Frankreich  | Pascal Durand Andre Hennaert Yvon Pacault Arthur Bellance   |
| 2     | Hongkong    | Kam Loi Chan Sze Kit Chan Wai Ip Kwong Sik Lau              |
| 3     | Deutschland | Wolfgang Kempf Dieter Leicht Maximilian Miller Günter Spieß |

#### Säbel (Klasse 2)
| Platz | Sportler       | Land |
| ----- | -------------- | ---- |
| 1     | Pascal Durand  | FRA  |
| 2     | Sze Kit Chan   | HKG  |
| 3     | Andre Hennaert | FRA  |

#### Säbel (Klasse 3–4)
| Platz | Sportler          | Land |
| ----- | ----------------- | ---- |
| 1     | Wolfgang Kempf    | GER  |
| 2     | Christian Lachaud | FRA  |
| 3     | Wilfried Lipinski | GER  |

#### Säbel (Mannschaft)
| Platz | Land                   | Sportler                                                                   |
| ----- | ---------------------- | -------------------------------------------------------------------------- |
| 1     | Frankreich             | Yvon Pacault Christian Lachaud Andre Hennaert Pascal Duran                 |
| 2     | Deutschland            | Günter Spieß Wilfried Lipinski Wolfgang Kempf Uwe Bartmann                 |
| 3     | Vereinigtes Königreich | Jack Bradley Kevin Davies (Fechter) David Heaton (Fechter) Brian Dickinson |

### Frauen
Für die Frauen gab es fünf Wettbewerbe.

#### Degen (Klasse 2)
| Platz | Sportler                 | Land |
| ----- | ------------------------ | ---- |
| 1     | Esther Weber             | GER  |
| 2     | Mariella Bertini         | ITA  |
| 3     | Gema Victoria Hassen Bey | ESP  |

#### Degen (Klasse 3–4)
| Platz | Sportler         | Land |
| ----- | ---------------- | ---- |
| 1     | Francisca Bazalo | ESP  |
| 2     | Josette Bourgain | FRA  |
| 3     | Laura Presutto   | ITA  |

#### Degen (Mannschaft)
| Platz | Land       | Sportler                                                          |
| ----- | ---------- | ----------------------------------------------------------------- |
| 1     | Italien    | Laura Presutto Deborah Taffoni Mariella Bertini Rossana Giarrizzo |
| 2     | Frankreich | Josette Bourgain Veronique Soetemondt Patricia Picot              |
| 3     | Spanien    | Francisca Bazalo Cristina Perez Gema Victoria Hassen Bey          |

#### Florett (Klasse 2)
| Platz | Sportler             | Land |
| ----- | -------------------- | ---- |
| 1     | Mariella Bertini     | ITA  |
| 2     | Veronique Soetemondt | FRA  |
| 3     | Esther Weber         | GER  |

#### Florett (Klasse 3–4)
| Platz | Sportler         | Land |
| ----- | ---------------- | ---- |
| 1     | Patricia Picot   | FRA  |
| 2     | Josette Bourgain | FRA  |
| 3     | Laura Presutto   | ITA  |

## Medaillenspiegel
| Platz  | Land                   | Gold | Silber | Bronze | Gesamt |
| ------ | ---------------------- | ---- | ------ | ------ | ------ |
| 1      | Frankreich             | 8    | 6      | 4      | 18     |
| 2      | Deutschland            | 2    | 3      | 4      | 9      |
| 3      | Italien                | 2    | 2      | 3      | 7      |
| 4      | Spanien                | 1    | 0      | 2      | 3      |
| 5      | Ungarn                 | 1    | 0      | 0      | 1      |
| 6      | Hongkong               | 0    | 3      | 0      | 3      |
| 7      | Vereinigtes Königreich | 0    | 0      | 1      | 1      |
| Gesamt | Gesamt                 | 14   | 14     | 14     | 42     |